# 丽江大黄
丽江大黄（学名：Rheum likiangense）为蓼科大黄属下的一个种。